# Whiskas
Whiskas este un brand de mâncare de pisici vândut în întreaga lume. Acesta este deținut de către compania Americană Mars, Incorporated. Este disponibil în două variante; ca hrană umedă în conserve, pungi, sau ca hrană uscată, sub formă de crănțănele. Ambalajul este ușor de recunoscut, având culoarea violet, cu un cap de pisică tărcată.

## Istorie
Whiskas a fost inițial cunoscut sub numele de Kal Kan atunci când a fost pentru prima dată produs în 1936. În 1988, compania și-a schimbat numele în Whiskas, cu scopul de a promova produsul la nivel internațional.
Whiskas este produs în McLean, Virginia, SUA de către o companie cunoscută anterior ca Pedigree Pet Foods.
În 1998, fotbalistul australian Garry Hocking și-a schimbat numele în „Whiskas” pentru promovarea mărcii.
În Ungaria, Serbia, Germania, Finlanda, Estonia, Franța, Slovacia, Cehia, Rusia, România, Polonia și Slovenia sloganul produsului este „Pisicile ar cumpăra Whiskas”.

## Legături externe
- Whiskas România Arhivat în 2 iunie 2016, la Wayback Machine.
- Whiskas SUA
- Whiskas Canada
- Whiskas Australia Arhivat în 7 martie 2021, la Wayback Machine.